# 中洲保生宮
22°54′29″N 120°15′01″E / 22.90805°N 120.25041°E
中洲保生宮位於臺灣臺南市仁德區，是主祀保生大帝的廟宇。廟中留有嘉慶六年（1801年）「慈衷濟世」、「德偏羣黎」兩面古匾。
該廟因為每逢重要典禮會到白沙崙海邊舉行「謁祖請水」儀式，故與白沙崙萬福宮有深厚交往。

## 沿革
據說保生宮的保生大帝香火是鄭成功部將自福建泉州府同安縣白礁鄉迎來，之後雕塑金身於中洲地區的民宅內供奉。到了乾隆三年（1738年），由曾、張、梁、盧等姓居民倡建廟宇。建廟之後，嘉慶六年（1801年）總理楊克慈等人倡議重建，並自大崗山超峰寺分香迎奉觀世音菩薩。
日治時期，保生宮在明治卅一年（1898年）董事楊玉輝等人募款重建。明治四十年（1907年）董事劉老神等人集資再修，並從南鯤鯓代天府分香迎奉五府千歲。之後在大正二年（1913年）時，董事楊勝益主持重修。昭和三年（1928年），仕紳梁吉再次倡修。日治末期皇民化運動，該廟因無人管理曾一度荒廢。
二次大戰後，於民國36年（1947年）由葉丁杞等人發起重修。民國50年（1961年）成立修繕籌建委員會，推舉葉丁杞、黃添登、黃狗本、葉進登、張石蛋等共18名委員主持工程。該工程自同年（1961年）10月動工，次年（1962年）6月完工，之後於10月安座慶成民國67年（1978年）成立重建管理委員會進行擴建，於該年8月動工，次年（1979年）12月12日落成。該工程除兩側廂房增建二樓外，也添建四垂亭、鐘鼓樓。

## 祭祀
保生宮除了主祀的保生大帝之外，還供奉有觀音佛祖、五府千歲、太子爺、福德正神、註生娘娘、虎爺等神祇。